# Distretto di Bardhaman
Il distretto di Bardhaman è un distretto del Bengala Occidentale, in India, di 6 919 698 abitanti. Il suo capoluogo è Burdwan.